# Santa Ana (Salvador)
Pour les articles homonymes, voir Santa Ana.
Santa Ana est une municipalité salvadorienne peuplée de 264 091 habitants en 2014, faisant d'elle la deuxième ville la plus populeuse du Salvador. Chef-lieu du département de Santa Ana, dans le nord-ouest du pays, elle est située à 64 kilomètres de la capitale San Salvador et constitue la plus grosse agglomération de l'ouest du pays.
Elle est connue pour être une ancienne ville de cafeteros (producteurs de café).
Elle est jumelée à la ville de La Ceiba.

## Monuments
Plusieurs 
- Cathédrale de Santa Ana
- Alcaldía Municipal
- Teatro de Santa Ana

### Galerie

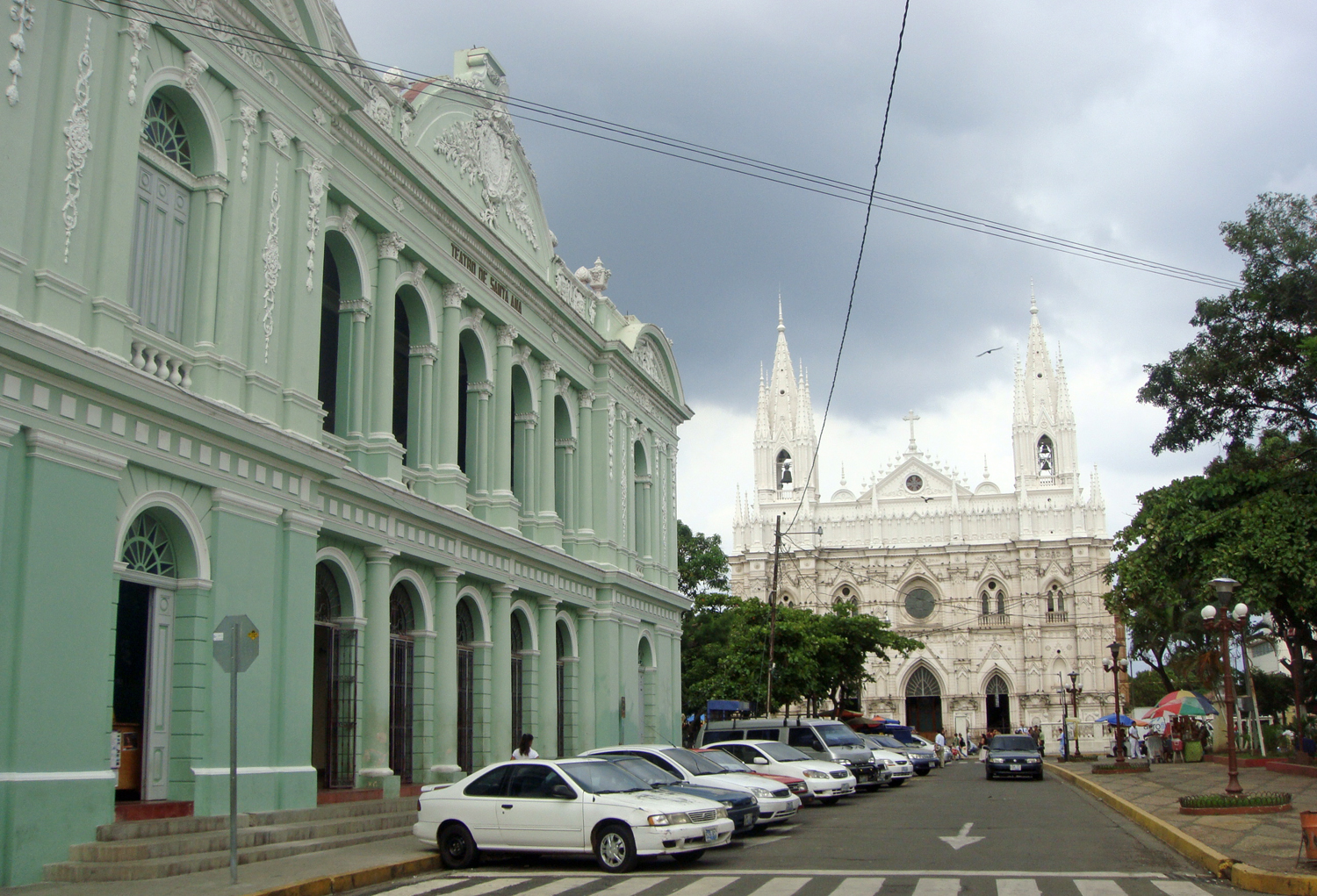
Le théâtre et la cathédrale
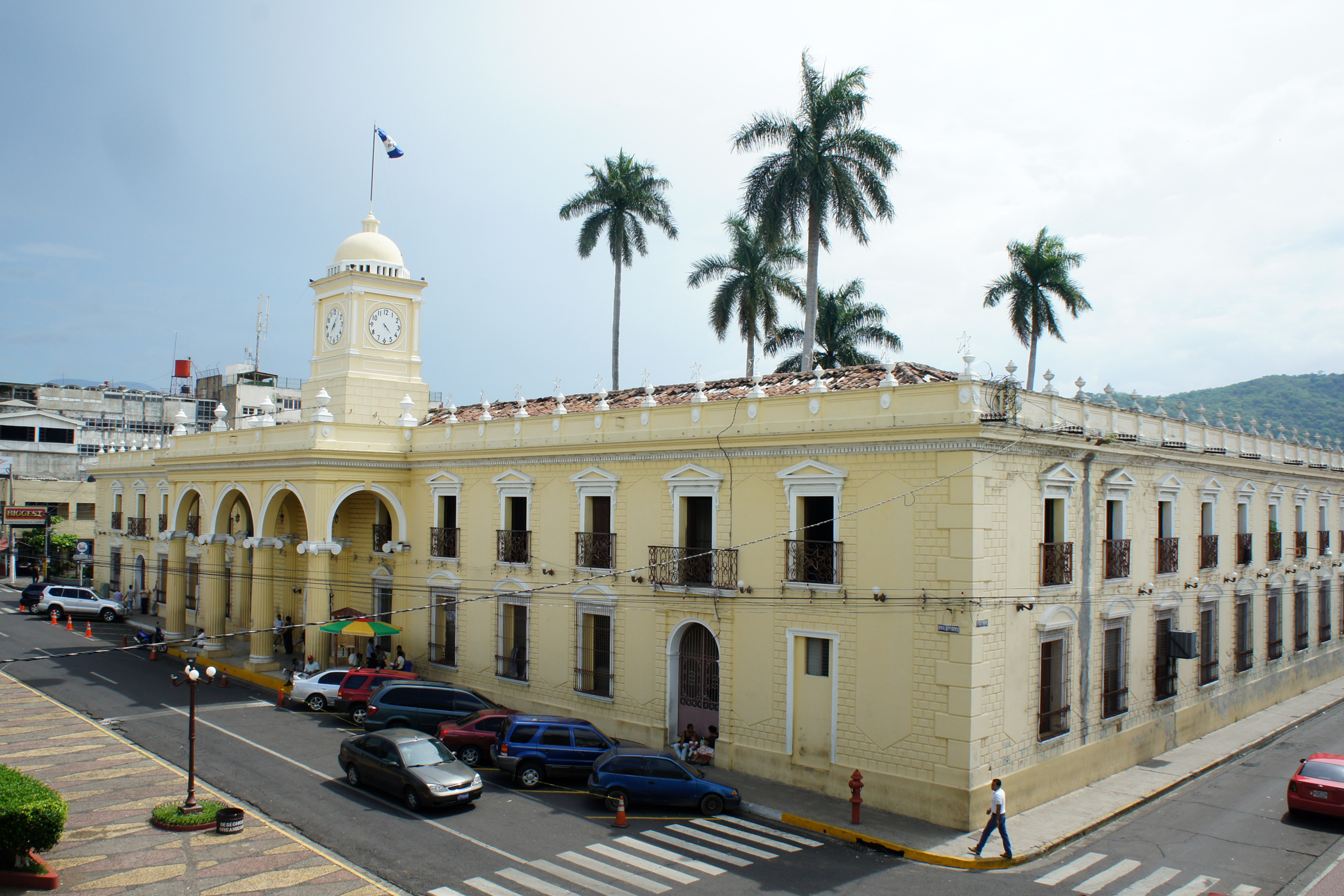
La mairie (Alcaldía)
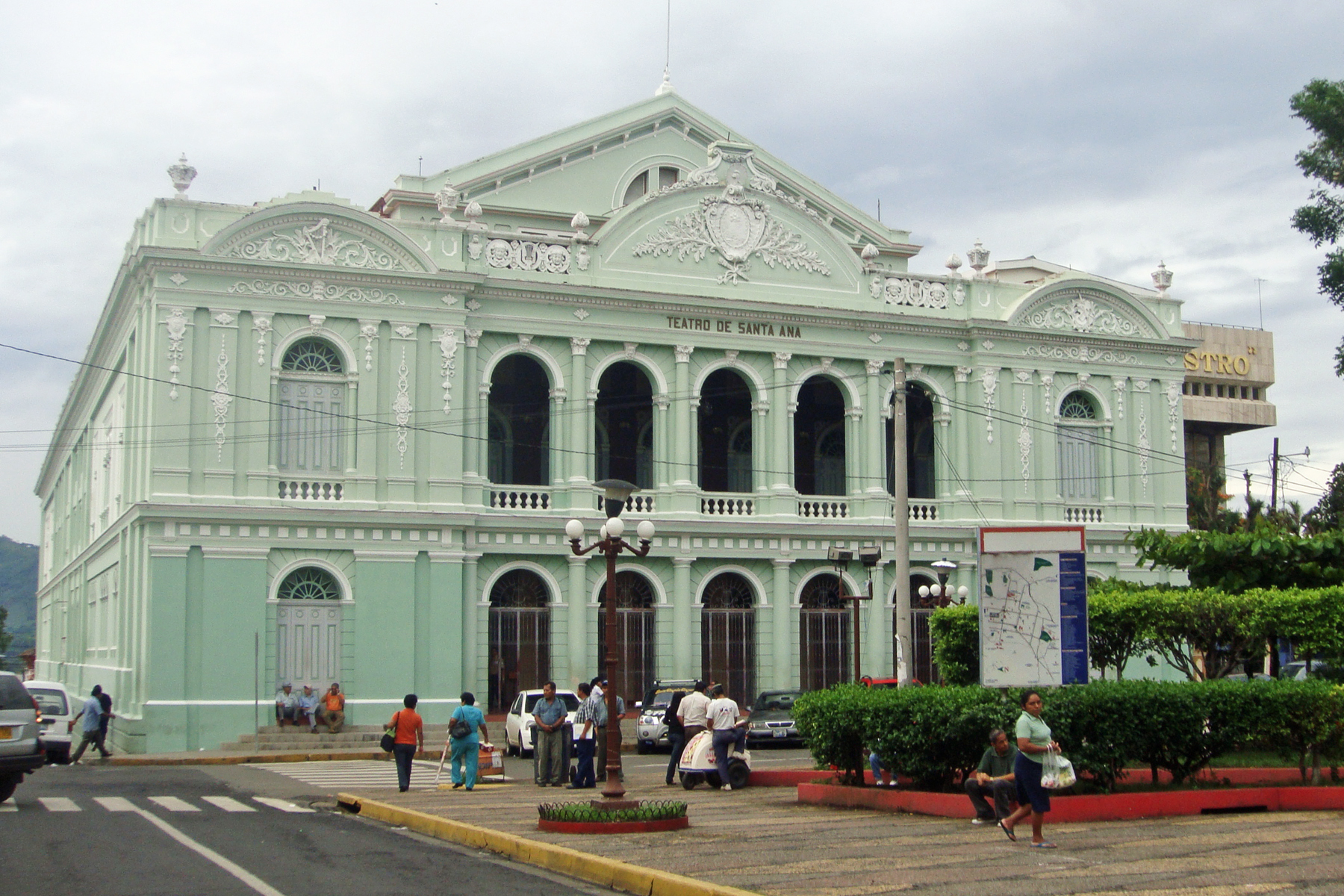
Le théâtre
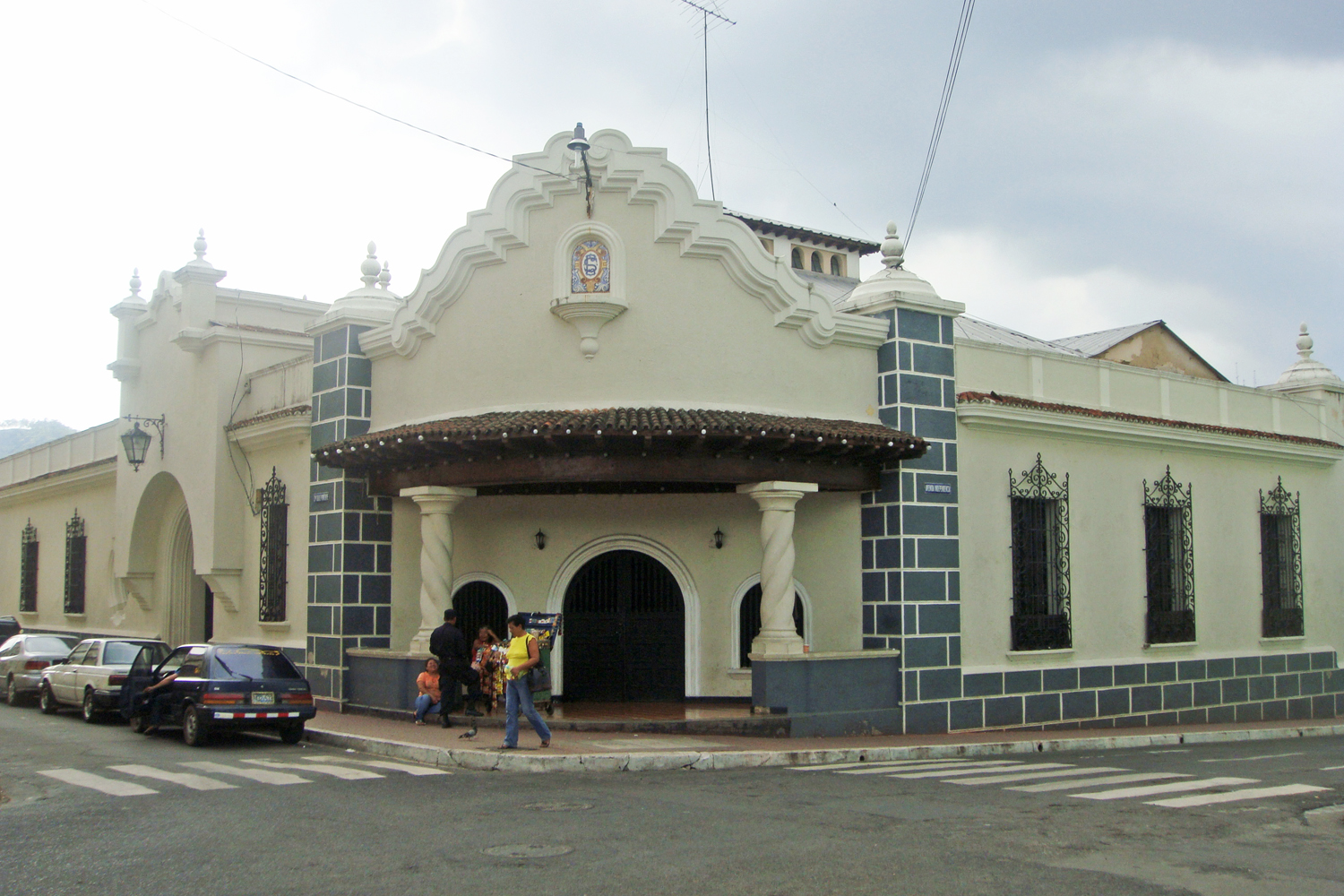
Le casino

## Éducation
- Université catholique du Salvador

## Fête
- Fiestas Julias au mois de juillet

## Surnoms
- La ciudad heroica (Ville héroïque)
- La ciudad morena (Ville brune)
- La ciudad de los 44 (Ville des 44)

## Personnalités liées
- Tomás Medina (1803-1884) : homme politique salvadorien, né à Santa Ana ;
- Francisco Cruz Castro (1820-1895) : président du Honduras, né à Santa Ana ;
- Tomás Regalado (1861-1906) : président du Salvador, né à Santa Ana ;
- Raúl Magaña (1940-2009) : footballeur, né à Santa Ana ;
- Tomás Pineda (1946-) : footballeur, né à Santa Ana ;
- Francisco Flores (1959-2016) : président du Salvador, né à Santa Ana ;
- Carlos Ávalos (1982-) : coureur cycliste, né à Santa Ana ;
- Alfredo Pacheco (1982-) : footballeur, né à Santa Ana ;
- Lilian Castro (1986-) : tireuse sportive, née à Santa Ana ;
- Mario Wilfredo Contreras (1987-) : coureur cycliste, né à Santa Ana ;
- Iván Barton (1991-) : arbitre de football, né à Santa Ana.